# Distré
Distré és un municipi francès situat al departament de Maine i Loira i a la regió de País del Loira. L'any 2007 tenia 1.473 habitants.

## Demografia

### Població
El 2007 la població de fet de Distré era de 1.473 persones. Hi havia 514 famílies de les quals 86 eren unipersonals (32 homes vivint sols i 54 dones vivint soles), 161 parelles sense fills, 246 parelles amb fills i 21 famílies monoparentals amb fills.
La població ha evolucionat segons el següent gràfic:
Habitants censats

### Habitatges
El 2007 hi havia 569 habitatges, 521 eren l'habitatge principal de la família, 19 eren segones residències i 28 estaven desocupats. 555 eren cases i 11 eren apartaments. Dels 521 habitatges principals, 436 estaven ocupats pels seus propietaris, 79 estaven llogats i ocupats pels llogaters i 7 estaven cedits a títol gratuït; 4 tenien una cambra, 13 en tenien dues, 46 en tenien tres, 126 en tenien quatre i 333 en tenien cinc o més. 403 habitatges disposaven pel capbaix d'una plaça de pàrquing. A 183 habitatges hi havia un automòbil i a 321 n'hi havia dos o més.

### Piràmide de població
La piràmide de població per edats i sexe el 2009 era:
| Homes | Edats   | Dones |
| ----- | ------- | ----- |
| 0     | 95 o +  | 0     |
| 0     | 90 a 94 | 4     |
| 4     | 85 a 89 | 4     |
| 0     | 80 a 84 | 8     |
| 16    | 75 a 79 | 24    |
| 20    | 70 a 74 | 8     |
| 8     | 65 a 69 | 32    |
| 32    | 60 a 64 | 28    |
| 32    | 55 a 59 | 28    |
| 56    | 50 a 54 | 56    |
| 40    | 45 a 49 | 40    |
| 64    | 40 a 44 | 56    |
| 52    | 35 a 39 | 44    |
| 52    | 30 a 34 | 52    |
| 20    | 25 a 29 | 36    |
| 40    | 20 a 24 | 32    |
| 52    | 15 a 19 | 64    |
| 60    | 10 a 14 | 36    |
| 44    | 5 a 9   | 48    |
| 28    | 0 a 4   | 36    |

## Economia
El 2007 la població en edat de treballar era de 981 persones, 739 eren actives i 242 eren inactives. De les 739 persones actives 685 estaven ocupades (363 homes i 322 dones) i 54 estaven aturades (23 homes i 31 dones). De les 242 persones inactives 88 estaven jubilades, 87 estaven estudiant i 67 estaven classificades com a «altres inactius».

### Ingressos
El 2009 a Distré hi havia 579 unitats fiscals que integraven 1.659 persones, la mediana anual d'ingressos fiscals per persona era de 17.267 €.

### Activitats econòmiques
Dels 122 establiments que hi havia el 2007, 3 eren d'empreses extractives, 3 d'empreses alimentàries, 1 d'una empresa de fabricació de material elèctric, 1 d'una empresa de fabricació d'elements pel transport, 6 d'empreses de fabricació d'altres productes industrials, 18 d'empreses de construcció, 51 d'empreses de comerç i reparació d'automòbils, 2 d'empreses de transport, 5 d'empreses d'hostatgeria i restauració, 5 d'empreses financeres, 4 d'empreses immobiliàries, 12 d'empreses de serveis, 1 d'una entitat de l'administració pública i 10 d'empreses classificades com a «altres activitats de serveis».
Dels 29 establiments de servei als particulars que hi havia el 2009, 8 eren tallers de reparació d'automòbils i de material agrícola, 1 taller d'inspecció tècnica de vehicles, 4 paletes, 3 guixaires pintors, 1 fusteria, 1 lampisteria, 4 electricistes, 1 empresa de construcció, 2 perruqueries, 3 restaurants i 1 saló de bellesa.
Dels 16 establiments comercials que hi havia el 2009, 1 era un supermercat, 3 grans superfícies de material de bricolatge, 1 una fleca, 1 una llibreria, 2 botigues de roba, 2 botigues d'equipament de la llar, 4 botigues de mobles, 1 un drogueria i 1 una floristeria.
L'any 2000 a Distré hi havia 25 explotacions agrícoles que ocupaven un total de 799 hectàrees.

## Equipaments sanitaris i escolars
El 2009 hi havia una escola elemental.

## Poblacions properes
El següent diagrama mostra les poblacions més properes.